# Isaac bendiciendo a Jacob (Govert Flinck)
Isaac bendiciendo a Jacob es un cuadro del pintor Govert Flinck, realizado en 1638, que se encuentra en el Rijksmuseum de Ámsterdam, Países Bajos, con número de inventario SK-A-110.

## El tema
Al envejecer Isaac, su vista disminuyó sustancialmente y en el momento de repartir la bendición a sus hijos, llamó al mayor, Esaú para pedirle un plato de caza. La madre de los mellizos, Rebeca, escuchó la petición e ideó cocinar dos cabritos, vestir a Jacob con las ropas de su hermano e incluso cubrir sus manos y cuello con la piel de los cabritos para hacer creer a Isaac que Jacob era Esaú. Isaac dio la bendición del primogénito a Jacob, una que no podía ser anulada posteriormente, cuando se descubrió la estratagema.
Poco representada durante la Edad Media y el Renacimiento, el engaño de Jacob para obtener la bendición de Isaac es más frecuente en el siglo XVII, particularmente en la escuela española (José de Ribera, Murillo) y también en la escuela holandesa.

## Descripción de la obra

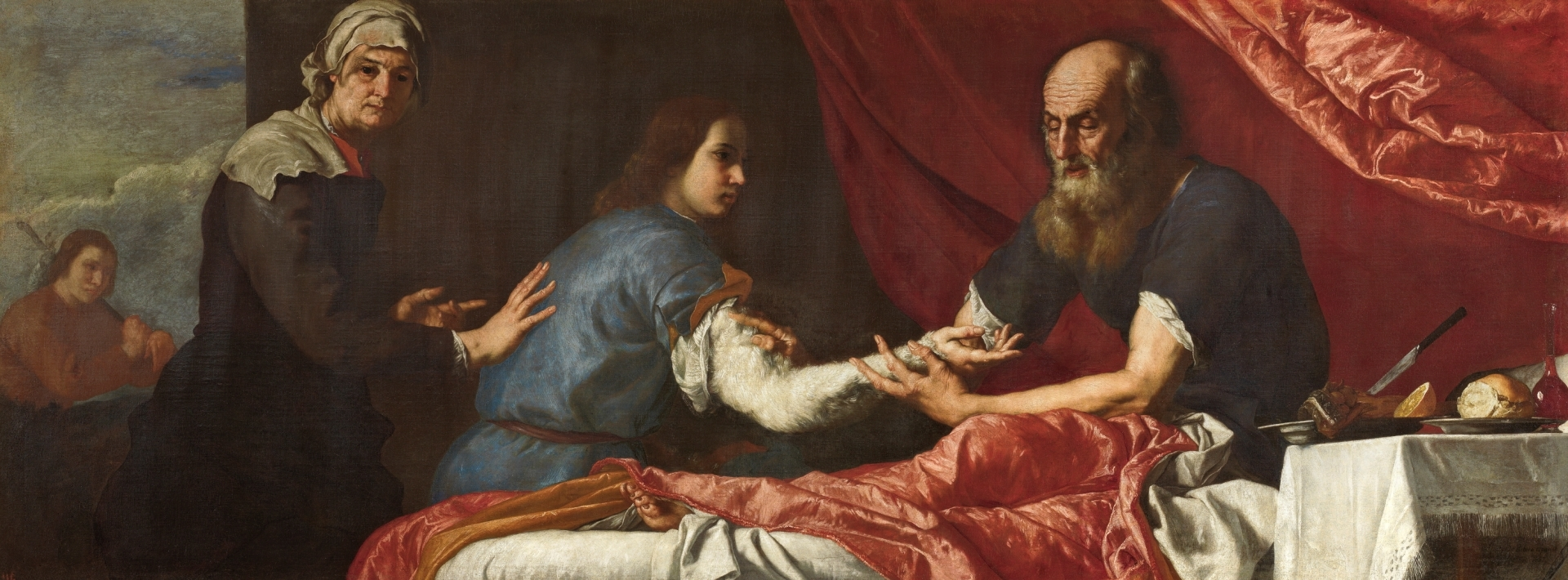
Isaac bendice a su hijo Jacob, 1637, José de Ribera.

En la escena, Jacob ofrece sus manos al ciego Isaac para consumar el engaño, ante la mirada de su madre Rebeca. Isaac, postrado ya en la cama da la bendición con su mano derecha al menor de sus hijos.
Giotto di Bondone tiene una obra homónima de 1290-95. En el cuadro se refleja la impronta de Rembrandt, maestro de Flinck.